# كين بورتون
كين بورتون (بالإنجليزية: Ken Burton)‏ (11 فبراير 1950 بشفيلد في المملكة المتحدة - ) هو لاعب كرة قدم بريطاني في مركز الدفاع. لعب مع شيفيلد وينزداي ونادي بيتربورو يونايتد ونادي تشيسترفيلد ونادي هاليفاكس تاون ووركشوب تاون ‏.

## وصلات خارجية
- كين بورتون على موقع قاعدة بيانات كرة القدم.إي يو (الإنجليزية)